# Kitz
Kitz fue un canal de televisión español por cable, de la productora Teuve, que emitía programas y contenidos infantiles. Sustituyó a Super Ñ el 1 de noviembre de 2006 y fue sustituido por KidsCo el 1 de mayo de 2008.

## Historia
Kitz aparició el 1 de noviembre de 2006, cuando la productora Teuve, después de ser comprada por ONO, decidió cambiar el nombre del canal Super Ñ, que anteriormente, y en colaboración con Televisió de Catalunya, se llamaba Super 3.
El canal fue vendido al grupo internacional KidsCo, propiedad en Europa de Sparrowhawk Media Group y el 1 de mayo de 2008, cambió su nombre para adaptarse a la marca internacional, pasándose a llamar KidsCo. Esta venta no afectó a la distribución del canal, ya que Teuve mantenía esta, y los contratos por Kitz se mantuvieron.